# John Clifford (7e baron de Clifford)
Pour les articles homonymes, voir John Clifford et Clifford.
John Clifford (1389 – 13 mars 1422), 7e baron de Clifford et 7e seigneur de Skipton, est un membre de la famille Clifford. Il hérite des terres des Clifford à la mort de son père Thomas en 1391. Sa mère est Elizabeth de Ros, fille de Thomas de Ros.

## Biographie

### AuParlement
Ayant hérité des titres de son père en 1391, il devient High Sheriff du Westmorland. Il est convoqué pour la première fois au Parlement le 21 septembre 1411 et ce jusqu'au 26 février 1421.

### Carrière militaire
John participe à la l'expédition militaire du roi Henri V en France en 1415. Il est présent ainsi au siège d'Harfleur et à la bataille d'Azincourt avec 3 de ses archers. Il accepte la capitulation de Cherbourg en 1418. Pour ses services, il est fait chevalier de l'ordre de la Jarretière le 3 mai 1421.

## Mariage et descendance
Il épouse en 1404 Elizabeth Percy, fille de Harry Hotspur. Ils ont quatre enfants :
- Thomas Clifford (mort en 1455)
- Henry Clifford[4]
- Mary Clifford, épouse Philip Wentworth[5],[6]
- Blanche Clifford, épouse Robert Waterton (petit-fils de Robert Waterton)[4],[7],[8]

## Mort et succession
Il est tué au siège de Meaux le 13 mars 1422 et enterré au prieuré de Bolton.
Son fils aîné Thomas hérite de ses titres.